# Търговищенци
Търговищенци (или личности от Търговище) са личности, които са родени или починали в Търговище, или свързани с града.

## Родени

### в Османската империя (до 1878 г.)
| Никола Симов (Куруто) |  | Васил Данаджиев |
| Никола Симов (Куруто) |  | Васил Данаджиев |

| Марин Касъров |  | Панайот Бърнев |
| Марин Касъров |  | Панайот Бърнев |

Родени в Османската империя:
- Димитър Бурков – български партизанин
- Мехмед Мехмедов – редник от Българската армия, убит на 1 септември 1917 година край село Беранци, Северна Македония[1]
- Панайот Стойков – български революционер от ВМОРО, четник на Петър Ацев[2]
- Стефан Стойчев – деец на ВМОРО, четник на Михаил Даев[3]
- Никола Симов (Куруто) (1845 – 1876) – български революционер, първи знаменосец на Ботевата чета
- Марко Георгиев (1848 – 1920) – български адвокат и политик, кмет на град Търговище
- Сава Геренов (1852 – 1878) – български революционер и учител, оглавява комитета в Сливен
- Руси Матеев (1855 – 1926) – български политик и два пъти кмет на град Варна
- Васил Данаджиев (1858 – 1885) – български военен деец, капитан, загинал в Сръбско-българската война
- Марин Касъров (1858 – ?) – български офицер, генерал-майор
- Симеон Янков (1858 – 1929) – български военен деец, генерал-майор, участник във войните за национално обединение
- Панайот Бърнев (1859 – 1934) – български военен деец, генерал-майор, участник във войните за национално обединение
- Михаил Радев (1865 – 1922) – български революционер, деец на ВМОРО
- Йордан Аврамов (1866 – 1940) – български военен деец, полковник, участник във войните за национално обединение
- Иван Бончев (1866 – 1948) – български военен деец, генерал-майор, участник във войните за национално обединение
- Стефан Данаджиев (1866 – 1943) – български лекар, невролог и психиатър
- Александър Бърнев (1868 – 1922) – български военен деец, полковник, участник във войните за национално обединение
- Стефан Стайчев (1868 – 1927) – български офицер, полковник от артилерията
- Никола Свещаров (1869 – 1916) – български военен деец, полковник, участник във войните за национално обединение
- Васил Спасов (р. 1971) – български шахматист, гросмайстор
- Виктор Самсаров (1872 – ?) – български строителен инженер
- Панайот Димитров (1872 – 1949) – български фармацевт и общественик
- Димитър Бахнев (1876 – 1914) – български политик, социалист

### в Княжество България (1878 – 1908)
| Никола Стайчев |  | Емануил Габровски |
| Никола Стайчев |  | Емануил Габровски |

Родени в периода след Освобождението на България, Княжество България:
- Никола Маринов (1879 – 1948) – български художник и професор
- Петър Станев, (1884 – ?), български революционер от ВМОРО, четник на Евстатий Шкорнов[4]
- Васил Стоянов (1880 – 1962) – български детски поет
- Никола Стайчев (1880 – 1955) – български офицер, генерал-майор от пехотата, участник в Балканската (1912 – 1913) и Междусъюзническата война (1913)
- Трендафил Розов (1883 – 1930) – български политик, деец на БРСДП и БКП
- Никифор Богданов (1886 – 1929) – български авиатор
- Христина Стоянова (1886 – 1967) – българска писателка, преводачка и общественичка
- Емануил Габровски (1888 – 1969) – български историк и публицист
- Йордан Севов (1891 – 1945) – български архитект, военен и съветник на цар Борис III
- Анастас Тодоров (1892 – 1942) – български учител, ветеринарен лекар и учен откривател
- Иван Бояджиев (1893 – ?) – български офицер, генерал-майор
- Неделчо Стаматов (1893 – 1945) – български военен деец, полковник
- Мария-Луиза Досева-Георгиева (1894 – 1975) – първата жена-архитект в България
- Любен Саев (1904 – 1993) – български артист
- Любен Герасимов (1906 – ?) – български дипломат и политик от БКП

### в Царство България (1908 – 1946)
| Евгени Матеев |  | Михаил Михайлов |
| Евгени Матеев |  | Михаил Михайлов |

| Румен Скорчев |  | Стойка Теодосиева |
| Румен Скорчев |  | Стойка Теодосиева |

Родени в Царство България:
- Петър Стъпов (1910 – 1992) – български писател
- Титко Черноколев (1910 – 1965) – академик, политик от Българската комунистическа партия (БКП)
- Стоян Петрински (1912 – 1980) – български минен инженер
- Петър Първанов (1914 – ?) – български цирков артист
- Кръстьо Димитров (1916 – 1999) – български шахматист
- Пенчо Недялков (1918 – ?) – български политик от БКП
- Евгени Матеев (1920 – 1997) – български икономист
- Лиляна Анастасова (р. 1921) – българска оперна певица
- Николай Зидаров (1921 – 2007) – български поет
- Михаил Михайлов (1922 – 1997) – български хирург
- Тодор Капралов (р. 1923) – български футболист
- Ранко Дюлгеров (1924 – 1995) – български оперен певец
- Стефан Великов (1924 – 1998) – български историк и публицист
- Здравко Милев (1929 – 1984) – български шахматист и инженер-химик
- Коста Костов (р. 1930) – български офицер, генерал-майор, военен летец – 1-ви клас
- Никола Богданов (1932 – 2013) – български художник
- Румен Скорчев (1932 – 2015) – български художник и академик
- Живко Иванов (1936 – 2015) – български геолог и университетски преподавател, професор в Софийския университет
- Донка Грозданова (р. 1938) – българска бизнесдама, ръковидетел на профсъюза на селскопанските работници, дългогодишен ръководител на кравеферма в област Търговище
- Петя Цолова (р. 1939) – българска поетеса, писателка и журналистка
- Петър Карагеоргиев (р. 1942) – български политик, кмет на Търговище в периода 1990 – 1999 г.
- Стефан Мутафчиев (1942 – 1997) – български композитор и един от основателите на ансамбъл „Тракия“
- Стойка Теодосиева (р. 1942) – българска поетеса и писателка
- Борис Стоянов (1943 – 2024) – български футболист
- Стоян Колев (1944 – 2010) – български автомобилен състезател
- Иван Г. Чолаков, български революционер, четник на Кръсто Лазаров в 1914 година[5]

### в Народна република България (1946 – 1990)
| Красимир Мирев |  | Бойко Атанасов |
| Красимир Мирев |  | Бойко Атанасов |

| Мариана Василева-Тотева |  | Йордан Камджалов |
| Мариана Василева-Тотева |  | Йордан Камджалов |

Родени в Народна република България:
- Красимир Мирев (р. 1949) – български лекар и кмет на град Търговище в периода 1999 – 2015 г.
- Цоньо Василев (1952 – 2015) – български футболист
- Емил Енчев (р. 1953) – български поет, писател и белетрист
- Славчо Проданов (1954) – български духовник и архиерейски наместник на Търговищка духовна околия
- Румен Такоров (1955 – 2020) – български политик и народен представител
- Николай Манев (1956 – 2015) – български мотоциклист
- Георги Фиданов (р. 1960) – български офицер, вицеадмирал
- Пиарета Николова (р. 1962) – български лекар
- Николай Бъчваров (р. 1963) – български футболист
- Николай Николов (р. 1964) – български актьор
- Здравко Стоичков (р. 1964) – български щангист
- Диян Първанов (р. 1965) – български футболист
- Златко Златев (р. 1966) – български офицер, генерал-майор
- Ангел Генчев (р. 1967) – български тежкоатлет
- Борис Цанков (р. 1969) – преподавател в УАСГ
- Добромир Дафинов (р. 1969) – български футболист
- Тунчер Кърджалиев (р. 1969) – български лекар, политик, народен представител от ДПС в XLI, XLII и XLIII народно събрание
- Бойко Атанасов (р. 1970) – български икономист
- Орлин Събев (р. 1970) – български историк, османист
- Метин Казак (р. 1972) – български политик от ДПС
- Четин Казак (р. 1972) – български политик и юрист, народен представител от ДПС в XXXIX народно събрание и XL народно събрание
- Станислав Славчев (р. 1972) – български лекар и асистент в МУ Варна
- Севим Али (р. 1973) – български политик от ДПС, съпруга на бившия кмет на Антоново – Танер Али
- Венцислав Харизанов (р. 1974) – български футболист
- Мариана Василева-Тотева (р. 1974) – българска състезателка и треньорка по художествена гимнастика
- Румен Стоянов (р. 1976) – български футболист
- Джейхан Ибрямов (р. 1977) – български политик, народен представител от ДПС в XLIII, XLIV, XLV, XLVI и XLVII народно събрание
- Неждет Шабан (р. 1977) – български политик от ДПС, кмет на Омуртаг (2007 – 2015)
- Милен Манев (р. 1979) – български мотоциклист
- Орхан Исмаилов (р. 1979) – български политик
- Йордан Камджалов (р. 1980) – български музикант и диригент, първия чужденец начело на операта в Хайделберг
- Христо Христов (р. 1982) – български финансист, финансов директор на холдинг „Шишеджам“ в Руската федерация
- Лора Лазар (р. 1984) – българска писателка
- Даниел Генов (р. 1985) – български футболист
- Ивайло Станев (р. 1985) – български дипломат, търговски съветник в Генерално консулство – Истанбул, Турция
- Антоанета Бонева (р. 1986) – българска състезателка по спортна стрелба
- Александра Милчева (р. 1988) – български специалист по компютърна сигурност и политик, народен представител от Продължаваме промяната в XLVII народно събрание
- Исмаил Иса (р. 1989) – български футболист
- Имрен Мехмедова (р. 1990) – български икономист и политик от ДПС, народен представител в XLIV, XLV, XLVI и XLVII народно събрание
- Цветан Илиев (р. 1990) – български футболист

### в Република България (след 1990 г.)
| Стефан Попов – Чефо |  | Никола Колев |
| Стефан Попов – Чефо |  | Никола Колев |

| Александър Георгиев |  | Петър Кирилов |
| Александър Георгиев |  | Петър Кирилов |

Родени в Република България:
- София Маринкова (р. 1991) – българска актриса
- Стефан Попов – Чефо (р. 1993) – български актьор и влогър
- Елена Тодорова (р. 1994) – българска състезателка по художествена гимнастика
- Невена Пейкова (р. 1995 ) – българска певица в стил поп и R&B, участвала в „Екс Фактор България“
- Никола Колев (р. 1995) – български футболист
- Александър Георгиев (р. 1997) – български футболист
- Илкер Будинов (р. 2000) – български футболист
- Петър Кирилов – български народен певец, изпълнител на песенен фолклор от Северняшкия и Добруджански край

## Починали
- Спиридон Грамадов (1820 – 1891) – български просветител и политик
- Минчо Нейчев (1887 – 1956) – политик
- Христо Козаров (1895 – 1966) – български офицер, генерал-майор
- Васил Коев (1908 – 1982) – първи архиерейски наместник на Търговищката духовна околия, образувана през 1953 г.
- Иван Долапчиев (1925 – 2012) – български архитект
- Кирил Батембергски (1958 – 2018) – български художник, роден в Исперих

## Свързани с Търговище
| Андрей Нюйоркски |  | Георги Живков |
| Андрей Нюйоркски |  | Георги Живков |

- Андрей Нюйоркски (1886 – 1972) – Нюйоркски Митрополит 1947 – 1972
- Георги Живков (1844 – 1899) – политик, учител през 1862 – 1864
- Любен Корнезов (1947 – 2019) – политик, съдия през 1983 – 1986
- Христо Самсаров (1842 – 1895) – кмет на Търговище